# Guido Schneider (Musiker)
Guido Schneider ist ein Produzent und DJ im Bereich der elektronischen Tanzmusik. Er stammt aus dem niedersächsischen Celle. 

## Leben
1995 gründete Schneider das Label Neue Welten, auf dem die Tracks Testlab, 3-Klang und Stylus erschienen. Im Jahr darauf zieht er nach Berlin. Hier produzierte er u. a. gemeinsam mit Sammy Dee als Schneider & Radecki die Tracks Midnight Rush und Poke. 
Mit dem Sänger Florian Schirmacher gründete er das Projekt Glowing Glisses, die es zu einer Reihe von Veröffentlichungen inklusive des Albums Silver Surfer für Steve Bugs Label Poker Flat Recordings brachten.

## Diskographie (Auszug)

### DJ-Mix
- 2006: Focus On Guido Schneider (Poker Flat Recordings)

### Singles & EPs
- 1995: Erleben Durch Hören (Neue Welten)
- 1995: Stylus (Neue Welten)
- 1995: M-Klang (Neue Welten)
- 1996: Zeitrausch (Neue Welten)
- 1996: Starbar Cafe (Neue Welten)
- 1999: Ambassador (Neue Welten)
- 2003: Triple Bolted (Poker Flat Recordings)
- 2004: Unterwegs Mit Guido Schneider (Poker Flat Recordings)
- 2004: Oh My Buffer (mit Jens Bond, Poker Flat Recordings)
- 2005: Styleways (mit Sammy Dee, Poker Flat Recordings)
- 2005: Earth Browser (Tuning Spork Records)
- 2006: Transmission (Poker Flat Recordings)
- 2007: Rollacoasta (mit Jay Haze, Tuning Spork Records)
- 2009: Under Control EP (Tuning Spork Records)
- 2009: Getting Sleepy (mit Jens Bond, Highgrade Records)
- 2010: Youme (mit Jens Bond, Level Non Zero)
- 2011: Bob & Curly (mit Jens Bond, Highgrade Records)
- 2010: Saftig/Halb trocken (mit Pascal FEOS, Highgrade Records)
- 2011: Zusammen In B (mit Pascal FEOS, Level Non Zero)
- 2012: Solaris EP (Highgrade Records)
- 2012: Places EP (mit Florian Schirmacher, Moon Harbour Recordings)
- 2012: Family Affairs (mit Danilo Schneider, Enough! Music)

### Remixe
- Daniel Stefanik – Move Me
- Paul Brtschitsch & André Galluzzi – Regenschauer
- Steve Bug – Loverboy
- Robag Wruhme – Easy Woman
- Dubcult – On&On
- Dominik Eulberg – Kreucht und Fleucht
- André Galluzzi – Albertino